# Harue Satō
Harue Satō (jap. 佐藤 春詠, Satō Harue; * 1. Januar 1976 in Isesaki) ist eine ehemalige japanische Fußballspielerin.

## Karriere

### Verein
Sie begann ihre Karriere bei Nikko Securities Dream Ladies, wo sie von 1994 bis 1998 spielte. Sie trug 1996, 1997 und 1998 zum Gewinn der Nihon Joshi Soccer League bei. 1999 folgte dann der Wechsel zu OKI FC Winds. 2000 folgte dann der Wechsel zu TEPCO Mareeze. 2006 beendete sie Spielerkarriere.

### Nationalmannschaft
Im Jahr 2000 debütierte Satō für die japanischen Nationalmannschaft. Sie wurde in den Kader der Asienmeisterschaft der Frauen 2001 berufen. Insgesamt bestritt sie 17 Länderspiele für Japan.

## Errungene Titel

### Mit Vereinen
- Nihon Joshi Soccer League: 1996, 1997, 1998

### Persönliche Auszeichnungen
- Nihon Joshi Soccer League Best XI: 2000